# Ченанго-Бридж (Нью-Йорк)
Ченанго-Бридж (англ. Chenango Bridge) — переписна місцевість (CDP) в США, в окрузі Брум штату Нью-Йорк. Населення — 2884 особи (2020).

## Географія
Ченанго-Бридж розташоване за координатами 42°10′17″ пн. ш. 75°51′28″ зх. д. / 42.17139° пн. ш. 75.85778° зх. д. (42.171427, -75.857719).  За даними Бюро перепису населення США в 2010 році переписна місцевість мала площу 6,71 км², з яких 6,34 км² — суходіл та 0,37 км² — водойми.

## Демографія
Згідно з переписом 2010 року, у переписній місцевості мешкали 2883 особи в 1200 домогосподарствах у складі 828 родин. Густота населення становила 429 осіб/км².  Було 1260 помешкань (188/км²).
Расовий склад населення:
| - 96,3 % — білих - 1,0 % — азіатів - 0,8 % — чорних або афроамериканців - 0,3 % — корінних американців |

До двох чи більше рас належало 1,5 %. Частка іспаномовних становила 1,1 % від усіх жителів.
За віковим діапазоном населення розподілялося таким чином: 20,9 % — особи молодші 18 років, 58,9 % — особи у віці 18—64 років, 20,2 % — особи у віці 65 років та старші. Медіана віку мешканця становила 46,0 року. На 100 осіб жіночої статі у переписній місцевості припадало 96,0 чоловіків;  на 100 жінок у віці від 18 років та старших — 94,2 чоловіків також старших 18 років.
Середній дохід на одне домашнє господарство  становив 80 115 доларів США (медіана — 71 645), а середній дохід на одну сім'ю — 92 592 долари (медіана — 77 857). Медіана доходів становила 52 925 доларів для чоловіків та 36 250 доларів для жінок. За межею бідності перебувало 5,8 % осіб, у тому числі 1,3 % дітей у віці до 18 років та 3,5 % осіб у віці 65 років та старших.
Цивільне працевлаштоване населення становило 1535 осіб. Основні галузі зайнятості: освіта, охорона здоров'я та соціальна допомога — 28,8 %, виробництво — 19,7 %, роздрібна торгівля — 10,4 %, мистецтво, розваги та відпочинок — 6,4 %.